# Jungle Fight
Jungle Fight es una promoción brasileña de artes marciales mixtas y kickboxing. Fue creado en 2003. El nombre se deriva de su origen, el estado de Amazonas.

## Historia
Jungle Fight fue fundado por el histórico peleador de MMA y cinturón negro en jiu-jitsu brasileño durante mucho tiempo, Wallid Ismail. La organización fue creada en 2003 y su primer evento fue en la ciudad de Manaos. En 2006 se llevó a cabo un evento en Eslovenia, el primer y hasta ahora Jungle Fight realizado fuera de tierras brasileñas. En 2007 no se realizaron eventos, pero a partir de los siguientes años, se comenzó a realizar una serie de eventos en Río de Janeiro.
Jungle Fight ha sido descrito como «fácilmente la mejor promoción en todo Brasil o América del Sur» por Sherdog. En Brasil, Jungle Fight se transmite por TV Band, mientras en los Estados Unidos se transmite por ESPN3 y ESPN Deportes. En países hispanohablantes, se transmite por ESPN.
La organización se asoció con la japonesa Rizin Fighting Federation para el evento RIZIN FIGHTING WORLD GRAND-PRIX del 29 al 31 de diciembre de 2015. El excampeón de peso pesado Fiódor Yemeliánenko, encabezó el evento principal de NYE Rizin FF.

## Campeones actuales

### Hombres
| División        | Peso            | Campeón             | Desde el                                    | Defensas del título |
| --------------- | --------------- | ------------------- | ------------------------------------------- | ------------------- |
| Peso pesado     | 120 kg (264 lb) | Vacante             | -                                           | -                   |
| Peso semipesado | 93 kg (205 lb)  | Vacante             | -                                           | ̣-                   |
| Peso mediano    | 84 kg (185 lb)  | Vitor Costa         | 30 de septiembre de 2023 (Jungle Fight 120) | ̣0                   |
| Peso wélter     | 77 kg (169 lb)  | Anderson Nascimento | 16 de marzo de 2024 (Jungle Fight 124)      | 0                   |
| Peso ligero     | 70 kg (154 lb)  | Arcangelo Oliveira  | 26 de agosto de 2023 (Jungle Fight 119)     | 0                   |
| Peso pluma      | 66 kg (145 lb)  | Willian Souza       | 29 de julio de 2023 (Jungle Fight 118)      | ̣1                   |
| Peso gallo      | 62 kg (136 lb)  | Tiago Pereira       | 24 de junio de 2023 (Jungle Fight 117)      | 1                   |
| Peso mosca      | 58 kg (128 lb)  | Wagner Reis         | 25 de noviembre de 2023 (Jungle Fight 122)  | 0                   |

### Mujeres
| División   | Peso           | Campeona       | Desde el                                 | Defensas del título |
| ---------- | -------------- | -------------- | ---------------------------------------- | ------------------- |
| Peso gallo | 62 kg (136 lb) | Kelly Ottoni   | 31 de julio de 2022 (Jungle Fight 109)   | 1                   |
| Peso mosca | 58 kg (128 lb) | Brena Cardozo  | 28 de octubre de 2023 (Jungle Fight 121) | ̣0                   |
| Peso paja  | 54 kg (119 lb) | Faelly Vitória | 26 de agosto de 2023 (Jungle Fight 119)  | ̣0                   |